# كازوتشي هاجيوارا
كازوتشي هاجيوارا (باليابانية: 萩原一至؛ بالكانا: はぎわら かずし) هو مانغاكا ياباني، ولد في 4 أبريل 1963 في ناكانو في اليابان.

## وصلات خارجية
- كازوتشي هاجيوارا على موقع IMDb (الإنجليزية)
- كازوتشي هاجيوارا على موقع قاعدة بيانات الفيلم (الإنجليزية)

- الموقع الرسمي